# Strotarchus vittatus
Strotarchus vittatus is een spinnensoort uit de familie van de Cheiracanthiidae.
De wetenschappelijke naam van de soort werd in 1935 gepubliceerd door Sukh Dyal.